# Antal Kiss
Antal Kiss (Gyöngyös, 30 dicembre 1935 – Tatabánya, 8 aprile 2021) è stato un marciatore ungherese, vincitore di una medaglia d'argento ai Giochi olimpici di Città del Messico 1968.

## Biografia
Inizia la sua carriera nel 1961 a Lugano competendo nella 20 km di marcia in Coppa del mondo e classificandosi nono. Due anni più tardi, a Varese, conquista la medaglia di bronzo nella Coppa del mondo di disciplina.
Partecipò alla sua prima Olimpiade a Tokyo 1964, classificandosi ventunesimo. Si rifarà nella manifestazione mondiale disputatasi nel 1965 a Pescara arrivando secondo solo a Dieter Lindner. Il suo più grande successo lo raggiunge a Città del Messico 1968 conquistando la medaglia d'argento nella marcia 50 km, alle spalle di Christoph Höhne; nella stessa manifestazione ha anche preso parte alla gara di 20 km arrivando al traguardo quattordicesimo.
Non manterrà lo stesso successo nelle competizioni che seguiranno: non terminerà la gara agli Europei di Atene 1969 e, un anno dopo, arriverà dodicesimo nella 50 km nella Coppa del mondo di Eschborn.
L'ultimo evento internazionale a cui ha preso parte sono stati i Giochi olimpici di Monaco di Baviera 1972 dove non è andato oltre la ventiseiesima posizione nella marcia 50 km.

## Palmarès
| Anno | Manifestazione  | Sede              | Evento       | Risultato | Prestazione | Note |
| ---- | --------------- | ----------------- | ------------ | --------- | ----------- | ---- |
| 1964 | Giochi olimpici | Tokyo             | Marcia 20 km | 21º       | 1h38'27"    |      |
| 1966 | Europei         | Budapest          | Marcia 20 km | 6º        | 1h32'02"    |      |
| 1968 | Giochi olimpici | Città del Messico | Marcia 20 km | 14º       | 1h38'24"    |      |
| 1968 | Giochi olimpici | Città del Messico | Marcia 50 km | Argento   | 4h30'17"    |      |
| 1971 | Europei         | Helsinki          | Marcia 20 km | 11º       | 1h33'15"    |      |
| 1971 | Europei         | Helsinki          | Marcia 50 km | 18º       | 4h26'53"    |      |
| 1972 | Giochi olimpici | Monaco            | Marcia 50 km | 26º       | 4h34'45"    |      |

## Campionati nazionali
- 3 volte campione nazionale assoluto di marcia 20 km (1962, 1964 e 1967)
- 2 volte campione nazionale assoluto di marcia 50 km (1965, 1967)

## Altre competizioni internazionali
1963
- Bronzo in Coppa del mondo ( Varese), marcia 20 km

1965
- Argento in Coppa del mondo ( Pescara), marcia 20 km